# Votivstein (Donnersbach)
Der Votivstein von Donnersbach, umgangssprachlich auch Römerstein von Donnersbach genannt, ist ein römischer Weihestein an die Nymphen, der im März 1947 von Berta Runge, Schulleiterin an der Volksschule Donnersbach, als Bestandteil des Ziegelfußbodens im Schloss Donnersbach (Steiermark) entdeckt wurde. Er wird heute im Universalmuseum Joanneum in Graz aufbewahrt, ein Abguss befindet sich im Hof von Schloss Donnersbach. 

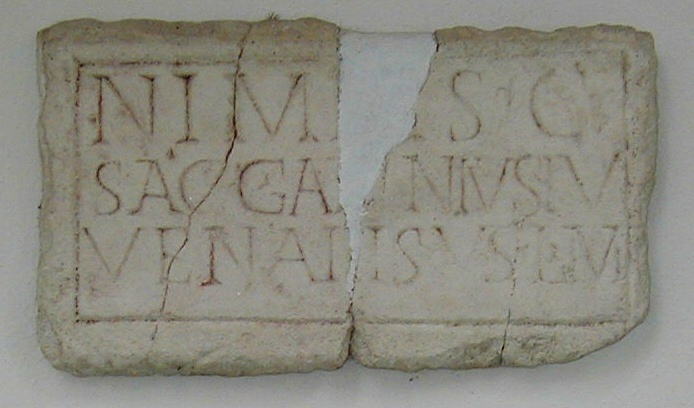
Abguss des Votivsteins im Hof von Schloss Donnersbach

## Text und Übersetzung
NIMPIS G
SAC G ANNIVS IV
VENALIS V S L M
Nimp(h)is(!) G(eminis) / sac(rum) G(aius) Annius Iu/venalis v(otum) s(olvit) l(ibens) m(erito) 
Den beiden (wörtlich: doppelten) Nymphen geweiht. Gaius Annius Iuvenalis hat sein Gelübde gerne nach Verdienst eingelöst.

## Einordnung
Laut Josef Roeger, dem Sohn der Violinvirtuosin Marie Soldat-Röger sind Abkürzungs- und Trennungspunkte in Form der üblichen dreieckigen Punkte und eines Efeublatts gestaltet. Die Form der Buchstaben, vor allem des „S“ mit den senkrechten Hasten und des „M“, weist demnach in das Zeitalter von Commodus bis Caracalla, weshalb der Votivstein etwa vom Ende des 2. oder dem Anfang des 3. nachchristlichen Jahrhunderts stammen dürfte.
Der Dativ des Plurals „NIMPIS“ in der ersten Zeile ist eine der vulgärlateinischen Formen, die übrigens auch auf den Inschriften von Traum und Spalato vorkommt, weiters steht das „G“ in Zeile 2 als Abkürzung für GAIUS (statt des bekannten „C“). Dieser Variante begegnet man in provinziellen Schriftdenkmälern ab dem 2. Jahrhundert n. Chr. des  Öfteren. Der Familienname „ANNIUS“ (Zeile 2) des Dedikanten gehört einem verbreiteten lateinischen, in Rom plebejischen Geschlecht an, in welchem der Vorname GAIUS nicht selten war. 
Nicht weit vom Fundort der Votivtafel entfernt, in Murau, hat man den Namen G. ANNIUS LUCIUS auf einer Inschrift gefunden und in Judenburg den Namen G. ANNIUS RUFINUS. Hingegen taucht der Name G. ANNIUS IUVENALIS bis jetzt noch an keiner anderen Stelle auf.
Das „G“ (Zeile 1) könnte als „GEMINIS“ zu interpretieren sein, so dass es sich also um zwei Springquellen und ihre Nymphen handeln könnte. Durch eine Inschrift aus Picenum mit der Weiheformel „NYMPHIS GEMINIS SACRUM“ und besonders durch die dazu von M. Ihm und J. Klein gebrachten Erörterungen wird diese Interpretation unterstützt, es gibt jedoch auch andere Möglichkeiten.
Dass Nymphen, denen Gaius Iuvenalis, hier höchstwahrscheinlich nach erfolgreicher Kur, diese Inschrift widmete als Numina (Schutzgöttinnen) der Quelle und ohne Zweifel in der Eigenschaft von Heilgöttinnen genannt sind, ist nicht verwunderlich.  Solche Inschriften wurden auch in Ljubljana, Schwefeltherme Varaždin Toplice, Weitschach bei Oberpettau, Römerbad bei Laško, Töltschach (Kärnten), Petronell, Obermeidling bei Wien, Lorch (Oberösterreich) sowie Tittmoning an der Salzach gefunden. Die Namen der Nymphen erscheinen dort entweder allein oder mit Neptunus und Iuppiter, oder aber sie führen die Beinamen „Augustus“, „Solutares“, bzw. „Salutares Augustus“.
Es müssen also, wie die Votivinschrift belegt, schon in römischer Zeit heilkräftige Quellen in Donnersbach vorhanden gewesen sein. Ein Bad existierte in Donnersbach noch bis Ende des 18. Jahrhunderts, siehe Das ehemalige Bad Donnersbach.